# Anthus latistriatus
Anthus latistriatus là một loài chim trong họ Motacillidae.